# Alberto Farassino
Alberto Farassino (Caluso, 1º agosto 1944 – Milano, 31 marzo 2003) è stato un critico cinematografico e saggista italiano.

## Biografia
Fu collaboratore del quotidiano La Repubblica e docente di storia del cinema presso le Università di Trieste e Pavia. La sua passione per l'arte cinematografica l'aveva portato negli anni settanta ad essere uno dei punti di riferimento delle attività cinefile di Milano (fondazione del CineClub Brera e collaborazione con l'Obraz Cinestudio). Nell'arco della sua carriera ricoprì i ruoli di consigliere d'amministrazione della Scuola nazionale di cinema e di Presidente del Sindacato Nazionale Critici Cinematografici Italiani. Fu anche responsabile di festival cinematografici come Riminicinema, Anteprima del cinema indipendente di Bellaria e MystFest di Cattolica.

## Opere
- Il cinema francese dopo il maggio '68, Roma, Bianco e nero, 1972
- Jean-Luc Godard, Milano, Il castoro, 1974
- Il Cinema italiano dal '30 al '40 (con Ester C. De Miro, Guido Gola, Aldo Grasso, Tatti Sanguineti, Aldo Viganò), Genova, Tilgher, 1974
- Nuovi materiali sul cinema italiano 1929 - 1943, Ancona, Litografia Carletti & C., 1976
- Giuseppe De Santis, Milano, Moizzi, 1978
- Cine qua non / Giornate internazionali di cinema d'artista (con Andrea Granchi, Giorgio Brizio, Ester de Miro, Vittorio Fagone e altri), Firenze, Vallecchi, 1980
- Miela Reina (con Gillo Dorfles e Carlo de Incontrera), Milano, Electa, 1980
- Televisione e storia (con Gianfranco Bettetini), Roma, Bulzoni, 1981
- Gli uomini forti (con Marco Giusti, Elaine Mancini, Vittorio Martinelli, Tatti Sanguineti, Giuseppe Valperga, Ugo Volli), Milano, Mazzotta, 1983
- Lux Film: esthétique et système d'un studio italien (con Tatti Sanguineti e Jean A. Gili), Locarno, Editions du Festival international du film de Locarno, 1984
- Raùl Ruiz, Inverigo, Grafiche Mambretti, 1986
- Amos Gitai, Rimini, Ramberti Arti Grafiche, 1989
- Neorealismo: cinema italiano 1945-1949, Torino, EDT, 1989
- Yervant Gianikian - Angela Ricci Lucchi (con Michel Hommel, Janis Crystal Lipzin, Scott MacDonald, Sergio Toffetti), Torino, Hopefulmonster, 1992
- Mario Camerini, Locarno, Crisnée, Edition du festival, 1992
- Virgilio Marchi: il cinema, Locarno, Edition du festival, 1995
- Peeping Tom: Tom Ponzi, un detective pieno di cinema (con Tatti Sanguineti), Rimini, Adriaticocinema, 1998
- Tutto il cinema di Luis Buñuel, Milano, Baldini & Castoldi, 2000
- Jacques Doillon, Milano, Il castoro, 2000
- Lux Film, Milano, Il castoro, 2000
- Fuori di set: viaggi, esplorazioni, emigrazioni, nomadismi, Roma, Bulzoni, 2000
- Scritti strabici: cinema, 1975-1988 (con Tatti Sanguineti e Giorgio Placereani), Milano, Baldini Castoldi Dalai, 2004
- Neorealismo. Cinema italiano 1945-49, con prefazione di Tatti Sanguineti, traduzione di Minnie Ferrara, Bologna, Cue Press, 2020. ISBN 9788899737429.

## Traduzioni
- Christian Metz, La significazione del cinema (Essai sur la signification au cinéma II), Milano, Bompiani, 1975
- Christian Metz, Linguaggio e cinema (Langage et cinéma), Milano, Bompiani, 1977
- Jean-Luc Godard, JLG/JLG: Autoritratto a dicembre (JLG/JLG - Autoportrait de décembre), Milano, Il castoro, 1997